# Gezinswagen van het jaar
De Gezinswagen van het Jaar is een jaarlijkse wedstrijd, georganiseerd door de Vlaamse Automobilistenbond (VAB). De deelnemende wagens worden getest door een gemengde jury bestaande uit gezinnen en journalisten. Vanaf 2002 worden 2 wagens uit verschillende prijsklassen gekozen, daarvoor was er telkens 1 winnaar. Sinds 2012 is er ook een categorie voor elektrisch aangedreven wagens. Aanvankelijk mochten daarin ook plug-in hybrides aantreden, later enkel volledig elektrische auto's. Vanaf de editie 2025 is er geen aparte categorie voor elektrische wagens meer. Omdat auto's met een elektrische aandrijving in prijs gedaald zijn, moeten ze mee concurreren met andere aandrijvingen in de gewone categorieën volgens prijsklasse.   

## Erelijst lagere prijsklasse (vanaf 2002)
| Jaar | Eerste                |  | Tweede                 |  | Derde               |
| ---- | --------------------- |  | ---------------------- |  | ------------------- |
| 2002 | Škoda Fabia Combi     |  |                        |  |                     |
| 2003 | Citroën C3            |  | Honda Jazz             |  | Renault Clio        |
| 2004 | Opel Meriva           |  |                        |  |                     |
| 2005 | Renault Modus         |  |                        |  |                     |
| 2006 | Renault Clio          |  | Honda Jazz             |  | Kia Rio             |
| 2007 | Opel Corsa            |  | Nissan Note            |  | Peugeot 207         |
| 2008 | Mazda 2               |  | Škoda Fabia            |  | Volkswagen Polo     |
| 2009 | Honda Jazz            |  | Hyundai i30            |  | Ford Fiesta         |
| 2010 | Ford Fiesta           |  | Volkswagen Polo        |  | Honda Jazz          |
| 2011 | Škoda Fabia Combi     |  | Citroën C3             |  | Hyundai i20         |
| 2012 | Hyundai ix20          |  | Dacia Duster           |  | Kia Rio             |
| 2013 | Ford B-Max            |  | Hyundai i30            |  | Dacia Lodgy         |
| 2014 | Peugeot 2008          |  | Hyundai i30            |  | Renault Captur      |
| 2015 | Citroën C4 Cactus     |  | Peugeot 2008           |  | Volkswagen Polo     |
| 2016 | SsangYong Tivoli      |  | Škoda Fabia Combi      |  | Hyundai i20         |
| 2017 | SsangYong Tivoli XLV  |  | Renault Clio Grandtour |  | Citroën C3          |
| 2018 | Citroën C3 Aircross   |  | Ford Fiesta            |  | Seat Arona          |
| 2019 | Ford Focus            |  | Škoda Fabia Combi      |  | Dacia Duster        |
| 2020 | Renault Clio          |  | Citroën C3             |  | Opel Corsa          |
| 2021 | Dacia Duster          |  | Hyundai i20            |  | Citroën C3          |
| 2022 | Dacia Sandero Stepway |  | Toyota Yaris           |  | Citroën C3 Aircross |
| 2023 | Škoda Fabia           |  | Dacia Jogger           |  | MG ZS               |
| 2024 | Dacia Jogger          |  | Skoda Fabia            |  | Renault Clio        |
| 2025 | MG3                   |  | Dacia Duster           |  | Suzuki Swift        |

## Erelijst hogere prijsklasse (vanaf 2002)
| Jaar | Eerste                        |  | Tweede                   |  | Derde                    |
| ---- | ----------------------------- |  | ------------------------ |  | ------------------------ |
| 2002 | Citroën C5                    |  |                          |  |                          |
| 2003 | Mazda 6                       |  | Ford Mondeo              |  | Peugeot 307              |
| 2004 | Ford C-Max                    |  |                          |  |                          |
| 2005 | Peugeot 407                   |  |                          |  |                          |
| 2006 | Toyota Verso                  |  | Škoda Octavia Combi      |  | Opel Zafira              |
| 2007 | Škoda Roomster                |  | Renault Mégane Grandtour |  | Seat Altea XL            |
| 2008 | Seat Altea XL                 |  | Hyundai i30              |  | Nissan Qashqai           |
| 2009 | Škoda Superb                  |  | Ford Mondeo              |  | Citroën C5               |
| 2010 | Peugeot 3008                  |  | Škoda Octavia Combi      |  | Renault Mégane Grandtour |
| 2011 | Peugeot 5008                  |  | Ford C-Max               |  | Mitsubishi ASX           |
| 2012 | Škoda Superb Combi            |  | Peugeot 508 SW           |  | Hyundai i40              |
| 2013 | Škoda Superb Combi            |  | Hyundai i40 Wagon        |  | Mazda CX-5               |
| 2014 | Mazda 6 Wagon                 |  | Škoda Octavia Combi      |  | Audi A3 Sportback        |
| 2015 | Peugeot 308 SW                |  | Škoda Octavia Combi      |  | Opel Zafira              |
| 2016 | Škoda Superb                  |  | Ford Mondeo              |  | Peugeot 308 SW           |
| 2017 | Renault Scénic                |  | Peugeot 3008             |  | Škoda Octavia Combi      |
| 2018 | Renault Grand Scénic          |  | Peugeot 5008             |  | Mazda CX-5               |
| 2019 | Ford Focus Clipper            |  | Škoda Octavia Combi      |  | Mazda CX-5               |
| 2020 | Citroën C5 Aircross           |  | Škoda Scala              |  | Ford Focus Clipper       |
| 2021 | Škoda Octavia Combi           |  | Renault Captur           |  | Seat Leon ST             |
| 2022 | Toyota Corolla Touring Sports |  | Renault Arkana           |  | Suzuki Swace             |
| 2023 | Škoda Karoq                   |  | Peugeot 308 SW           |  | Opel Astra               |
| 2024 | BAIC X55                      |  | Skoda Karoq              |  | Peugeot 408              |
| 2025 | Hyundai i30 Wagon             |  | Skoda Octavia            |  | BYD Seal U               |

## Erelijst elektrische voertuigen (2012-2024)
| Jaar | Eerste                 |  | Tweede                 |  | Derde                            |
| ---- | ---------------------- |  | ---------------------- |  | -------------------------------- |
| 2012 | Chevrolet Volt         |  | Opel Ampera            |  | Nissan Leaf                      |
| 2013 | Nissan Leaf            |  | Peugeot 3008           |  | Chevrolet Volt                   |
| 2014 | BMW i3                 |  | Nissan Leaf            |  | Lexus IS 300h                    |
| 2015 | Volkswagen e-Golf      |  | Renault Zoe            |  | Audi A3 e-tron                   |
| 2016 | Renault Zoe            |  | Mercedes B 250 E       |  | Kia Soul EV                      |
| 2017 | Hyundai Ioniq electric |  | Nissan Leaf            |  | Volkswagen Passat Variant hybrid |
| 2018 | Hyundai Ioniq electric |  | Renault Zoe            |  | Volkswagen e-Golf                |
| 2019 | Nissan Leaf            |  | Hyundai Kona EV        |  | Mitsubishi Outlander PHEV        |
| 2020 | Kia e-Niro             |  | Nissan Leaf            |  | Hyundai Kona EV                  |
| 2021 | MS ZS EV               |  | Hyundai Ioniq electric |  | Volkswagen ID.3                  |
| 2022 | Hyundai Ioniq 5        |  | Dacia Spring           |  | Volkswagen ID.4                  |
| 2023 | BYD Atto 3             |  | Renault Mégane e-Tech  |  | Nissan Ariya                     |
| 2024 | BYD Dolphin            |  | MG4                    |  | Smart #1                         |

## Erelijst alle prijsklassen (1987-2001)
| Jaar | Eerste                    |
| ---- | ------------------------- |
| 1987 | Volkswagen Jetta          |
| 1988 | Peugeot 405               |
| 1989 | Mitsubishi Galant         |
| 1990 | Volkswagen Passat Variant |
| 1991 | Nissan Primera            |
| 1992 | Toyota Carina E           |
| 1993 | Citroën Xantia            |
| 1994 | Renault Laguna            |
| 1995 | Citroën Xantia            |
| 1996 | Mitsubishi Carisma        |
| 1997 | geen verkiezing           |
| 1998 | Volkswagen Passat         |
| 1999 | Ford Focus                |
| 2000 | Opel Zafira               |
| 2001 | Citroën Xsara Picasso     |